# Froggy Software
Froggy Software – awangardowa francuska wytwórnia gier komputerowych, założona w 1984 roku przez Jean-Louisa Le Bretona i Fabrice’a Gille’a, działająca do 1987 roku.

## Historia
Jean-Louis Le Breton, niegdysiejszy uczestnik protestów społecznych z maja 1968 roku i twórca jednej z pierwszych francuskich gier komputerowych Le Vampire fou (1982), połączył siły z młodym znajomym Fabrice’em Gille’em . Obaj założyli spółkę Froggy Software, której przyświecały cztery hasła: „aventure, humour, décalage et déconnade” („przygoda, humor, dystans i prześmiewczość”). Na twórczości producenta mocno odcisnęły się idee maja 1968 roku.
Debiutancka produkcja Froggy Software, Paranoïak (1984) Le Bretona, zerwała z tematyką fantasy i science fiction, tak bardzo obecną w dotychczasowych grach komputerowych. Celem gry było wyleczenie głównego bohatera z różnych natręctw i chorób psychicznych. Za Paranoïak Le Breton otrzymał przyznawaną przez Apple nagrodę Pomme d’Or . Jedna z późniejszych gier Le Bretona, Le Crime du parking (1985), poruszała temat narkomanii i homoseksualizmu, a jej głównym celem było rozstrzygnięcie, kto zabił młodą dziewczynę znalezioną nagą na parkingu. Le Crime du parking sprzedał się w liczbie 1600 kopii, okazując się najbardziej dochodową grą studia .
Inni współpracownicy Froggy Software również często nawiązywali do współczesności. Przykładowo Tristan Cazenave napisał grę Le Mur de Berlin va sauter (1985), odzwierciedlającą niepokoje związane z zimną wojną . Z kolei François Lamoureux i Pascal Labrevois w grze Baratin blues (1986) wyśmiali plany ówczesnego mera Paryża, Jacques’a Chiraca, który zamierzał sprywatyzować firmy dostarczające wodę do Paryża. W Baratin blues, polegającej na powstrzymaniu terrorysty przed zatruciem Paryża, pojawiały się reklamy Coca-Coli, uznawanej z kolei przez twórców za prawdziwego truciciela miasta .
Le Breton współpracował również z kobietami: Clotilde Marion i Chine Lanzmann. Marion napisała scenariusz do gry Même les pommes de terre ont des yeux (1985), będącej satyrą na południowoamerykańskie dyktatury, z naciskiem na rządy Augusto Pinocheta. La femme qui ne supportait pas les ordinateurs (1986) Lanzmann była z kolei jedną z pierwszych gier feministycznych, gdyż poruszała temat agresywności mężczyzn wobec kobiet na sieciowych forach dyskusyjnych .
Ponieważ gry wytwórni Froggy Software nie miały zabezpieczeń antypirackich, żadna z jej gier nie osiągnęła dochodów wystarczających do utrzymania produkcji. Z powodów finansowych Froggy Software została zamknięta w 1987 roku. Twórczość wytwórni wywarła znaczący wpływ między innymi na wczesne utwory projektanta François Coulona, późniejszego artysty hipermedialnego .

## Wykaz gier wytwórni
- Épidémie (proj. Jean-Louis Le Breton).
- Paranoïak (proj. Jean-Louis Le Breton).
- Le Crime du parking (proj. Jean-Louis Le Breton).
- Même les pommes de terre ont des yeux! (1985) (proj. Clotilde Marion, prog. Jean-Louis Le Breton).
- Le mur de Berlin va sauter (proj. Tristan Cazenave, il. Yves Labesse).
- La Java du privé (proj. Tristan Cazenave, il. Luc Desportes).
- La femme qui ne supportait pas les ordinateurs (proj. Chine Lanzmann, progr. Jean-Louis Le Breton).
- Baratin blues (proj. Pascal Labrevois, il. François Lamoureux).
- Tempête sur les Bermudes (proj. Christophe Bourrier, il. Philippe Bousquet).
- Le Justicier du bahut (proj. Christophe Bourrier).
- Opération Mercury (proj. Jean-Luc Villain).
- Séduction 1 (proj. François Auzanneau, Jean-Baptiste Vahé, Corinne Evans)
- Canal meurtre (proj. Frédéric Copet).
- La Crapule (proj. Jean-Louis Le Breton).